# Thagomizer

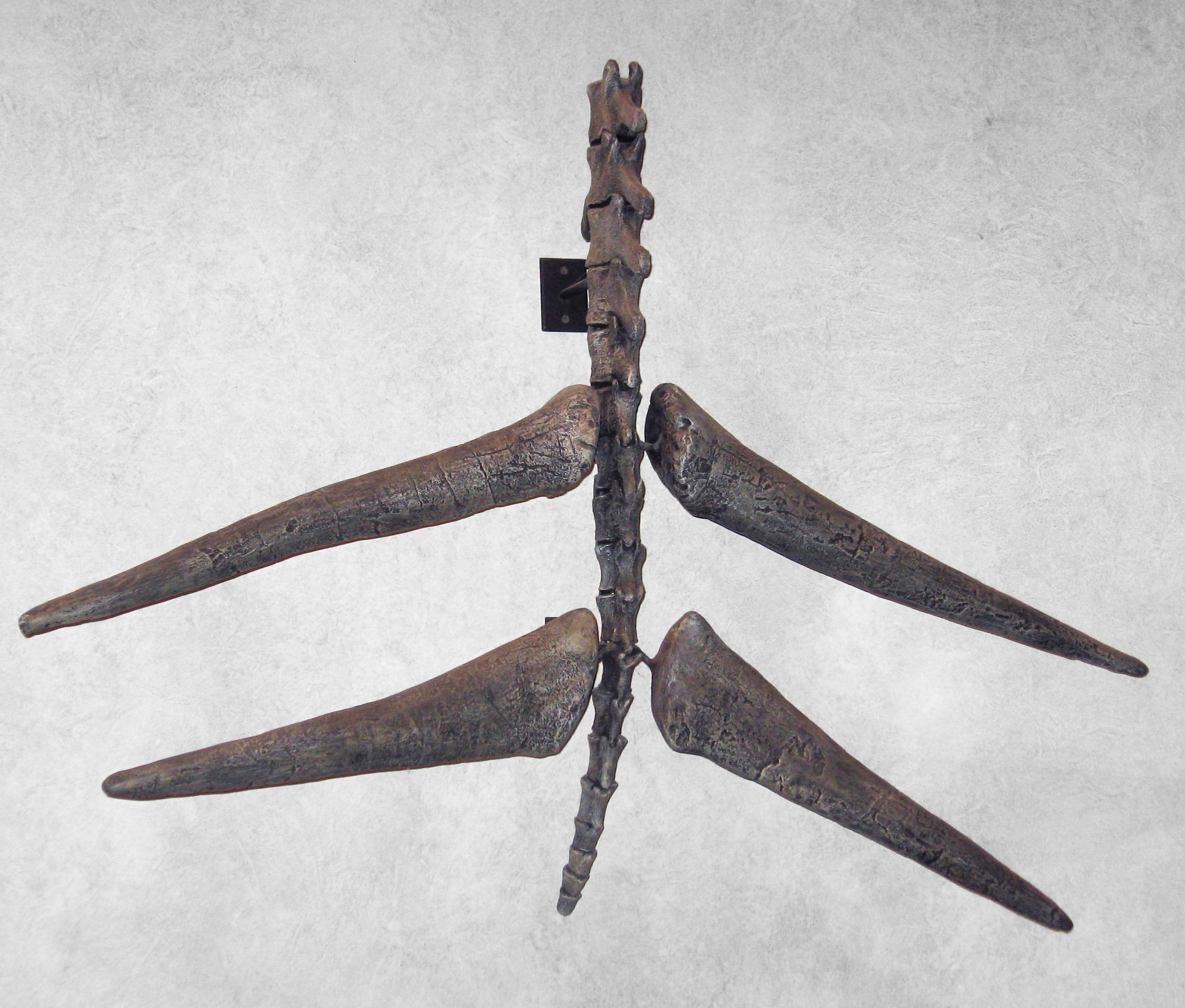
Thagomizer na cauda montada de um Stegosaurus

Um thagomizer é o arranjo distintivo de quatro a dez espigões nas caudas dos dinossauros estegossaurídeos. Acredita-se que esses espinhos tenham sido utilizados como uma medida defensiva contra predadores.
O arranjo de espigões originalmente não tinha nome distinto. O cartunista Gary Larson inventou o nome "thagomizer" em 1982 como uma piada em sua história em quadrinhos Far Side , e foi gradualmente adotado como um termo informal às vezes usado nos círculos científicos, pesquisa e educação.